# الفجوة الرقمية حسب البلد
الفجوة الرقمية هي تفاوت اقتصادي واجتماعي فيما يتعلق بالوصول إلى تكنولوجيا المعلومات والاتصالات آي سي تي واستخدامها. يمكن أن تختلف العوامل المسببة للفجوة اعتمادًا على البلد والثقافة، كما يمكن أن تختلف الحلول المحتملة لتقليل الفجوة أو إغلاقها.
فيما يلي قائمة بالدول التي لديها فجوة رقمية إلى جانب العوامل المساهمة والخطوات التي تتخذها الدولة لحل المشكلة.

## الأرجنتين
يُظهر توفر الإنترنت والوصول إليه في الأرجنتين كيفية بقاء اتجاهات الفجوة الرقمية ثابتة، حتى عبر البلدان والثقافات المختلفة. العمر هو أحد العوامل الرئيسية، وتظهر إحصائيات الأرجنتين تفاوتًا شائعًا بين الأعمار. وفقًا لتي إن إس إنفراتيست، كانت الفئة العمرية التي حققت أعلى معدل لمستخدمي الإنترنت يوميًا في عام 2016 من المستخدمين دون سن 25 عامًا. وعلى النقيض من ذلك، كانت الفئة العمرية ذات أدنى معدل هي المستخدمين الذين تجاوزوا 55 عامًا، مع 68% فقط من هذه الفئة السكانية هم مستخدمو الإنترنت يوميًا. كلما كانوا أكبر سنًا، قل احتمال استخدامهم للإنترنت، وتعكس هذه الإحصائيات ذلك. كما يمكن للطريقة التي يتمكن بها المستخدمون من الوصول إلى الإنترنت أن تظهر حالة الإنترنت ومدى سهولة استخدامه. في الأرجنتين، فضل 48% من المستخدمين استخدام هاتف ذكي أو جهاز لوحي على جهاز الكمبيوتر، و 29% استخدموها بشكلٍ متساوٍ، و 16% فضلوا استخدام جهاز كمبيوتر على الهاتف ذكي أو الجهاز اللوحي.

### التعليم
تُعد جودة الحياة في الأرجنتين واحدة من أعلى المستويات في أمريكا الجنوبية واللاتينية، وفقًا لـ إنترنيشنز. يتعلم الأطفال جيدًا في المدرسة، ويُمنحوا العديد من الفرص للمتابعة بعد ذلك. أنشأت الحكومة مشروعًا يسمى (ربط المساواة) حيث يوزعون نت بوكس (أجهزة كمبيوتر محمولة) على الطلاب والمعلمين في المدارس الابتدائية ومدارس ذوي الاحتياجات الخاصة ومعاهد الدولة. منذ أن بدأ المشروع، وُزع ما يقرب من 4,000,000 نت بوك بينهم على 400 مدرسة مختلفة و 7500 معلم مختلف. يعمل البرنامج في ثلاثة أجزاء: اتصال إنترنت بشبكة واي فاي واتصال إنترنت راسخ من خلال شبكة موثوقة (منح الطلاب إمكانية الوصول إلى الإنترنت في أي مكان، حتى في المنزل)، والاستفادة من أداة المزامنة للتلفزيون الرقمي، ما يتيح للطلاب الوصول والتفاعل من خلال برامج حية. في عام 2011، أطلقت الحكومة برنامجًا آخر باسم (مدارس الابتكار).  الهدف الرئيسي هو ضمان وصول الطلاب بشكلٍ أفضل إلى التعليم والتكنولوجيا. تنشئ حكومة الأرجنتين مشاريع جديدة ومبتكرة كل عام للطلاب والمدرسين للوصول بشكلٍ أكبر إلى الإنترنت. تلعب دورًا مهمًا في تعليمهم وهي فرصة رائعة للطلاب والمدرسين لسد النقص في الفجوة الرقمية.

## كندا
تتأثر الفجوة الرقمية في كندا بعدة عوامل تشمل الاختلافات في توافر موارد الاتصال عبر الإنترنت في مواقع مختلفة عبر الدولة، ومستويات الإلمام الرقمي والمستويات الاقتصادية.

## الصين
عادةً ما تأتي مواقع الرقابة على الإنترنت التي تسمح بالتفاعل المنتظم والحر بين المواطنين الصينيين، مع بعض القيود. سيشمل ذلك مواقع وسائل التواصل الاجتماعي والمنتديات والمواقع الأخرى التي تثقل تفاعل المستخدم. قُيد غوغل بشدة في الصين وهذا يشمل جميع ميزاته المختلفة.

## دبي
تؤدي الفجوة الرقمية بين الجنسين في دول الشرق الأوسط إلى وصول المرأة إلى الإنترنت بشكلٍ أقل بكثير من الرجال. إحصائيًا، تقيّدت النساء بمعايير أدنى في الشرق الأوسط، وهذا سبب لهذه الفجوة الرقمية. يستخدم الذكور الإنترنت بنسبة 47.7% مقابل النساء بنسبة 39.4% فقط.